# Krzysztof Łuczak
Krzysztof Łuczak (ur. 13 stycznia 1975) – polski lekkoatleta, skoczek w dal.

## Osiągnięcia
Przez większość kariery zawodnik Piasta Głogów. Pięciokrotny mistrz kraju (hala - 1995, 1997 oraz 1998; stadion - 1996 i 1997). Wielokrotnie reprezentował Polskę na międzynarodowych imprezach, jednak bez znaczących sukcesów. Zakończył karierę w 2004.

## Rekordy życiowe
- skok w dal – 8,16 m (Bydgoszcz, 20 czerwca 1997) wynik ten jest aktualnym rekordem mistrzostw Polski seniorów w lekkoatletyce oraz 8. wynikiem w historii polskiej lekkoatletyki[1]